# Silene aydosensis
Silene aydosensis är en nejlikväxtart som beskrevs av K.Yildiz och Erik. Silene aydosensis ingår i släktet glimmar, och familjen nejlikväxter. Inga underarter finns listade i Catalogue of Life.